# The Making of Bobby Burnit
The Making of Bobby Burnit er en amerikansk stumfilm fra 1914 af Oscar Apfel.

## Medvirkende
- Edward Abeles som Bobby Burnit.
- Bessie Barriscale som Agnes Elliston.
- Howard Hickman som Daniel Johnson.
- George Hernandez som David Applerod.
- Theodore Roberts som Sam Stone.